# Партон, Владимир Залманович
Влади́мир За́лманович Парто́н (24.01.1937 — 15.02.2000) — советский и российский учёный в области теории упругости и механики разрушения, доктор физико-математических наук, заслуженный деятель науки РФ (1996).

## Биография
Отец — военный инженер, участник Великой Отечественной войны, подполковник Залман Исаакович Партон (1906—?), уроженец Жлобина, кавалер орденов Ленина (1953), Красной Звезды (1944) и двух орденов Красного Знамени (1944, 1949).
Окончил механико-математический факультет МГУ им. М. В. Ломоносова (1959, кафедра «Газовая динамика и волновые процессы») и аспирантуру.
В 1965 году, используя асимптотические представления В. Т. Койтера, получил решение задачи для упругой плоскости, ослабленной двоякопериодической системой трещин одинаковой длины (шахматное расположение трещин), каждая из которых подвержена однородному растягивающему напряжению. Показал, что определенное взаимное расположение трещин приводит к их стабилизации (устойчивое развитие). В 1966 году защитил кандидатскую диссертацию на тему «Некоторые задачи теории трещин и механики деформации пористых сред».
Работал во Всесоюзном заочном инженерно-строительном институте (1966—1971).
В 1972 году защитил докторскую диссертацию:
- Исследование по механике разрушения : диссертация … доктора физико-математических наук : 01.00.00. — Москва, 1970. — 262 с. : ил. + Прил. (233 с.: ил.)[4].

С 1971 года профессор МИХМ. В 1972 году возглавил кафедру высшей математики и руководил ею до 1998 года с перерывом в 1991—1994 гг., когда находился во Франции, где преподавал в Лионском университете.
Ушёл с кафедры в 1998 году в связи с тяжёлой болезнью.
Заслуженный деятель науки РФ (1996).